# Старый Чультем
Старый Чультем — деревня в Завьяловском районе Удмуртии, входит в Каменское сельское поселение. Находится в 11 км к югу от центра Ижевска и в 9 км к юго-западу от Завьялово.